# Amtsbezirk Broacker
Der Amtsbezirk Broacker war ein Amtsbezirk im Kreis Sonderburg in der Provinz Schleswig-Holstein.
Der Amtsbezirk wurde 1889 gebildet und umfasste Teile des Forstgutsbezirks Sonderburg und die folgenden Gemeinden:
1. Broacker
2. Dünth
3. Gammelgab
4. Iller
5. Möllmark
6. Schelde

1920 wurde der Amtsbezirk aufgelöst und die Gemeinden aufgrund der Volksabstimmung in Schleswig an Dänemark abgetreten.